# Плодовая моле-листовёртка
Плодовая моле-листовёртка, или яблоневая моле-листовёртка (Choreutis pariana) — бабочка из семейства моле-листовёртки (Glyphipterigidae). Повреждает розоцветные — яблоню, грушу, косточковые культуры, боярышник и рябину. Плодовая моле-листовёртка наносит большой вред молодым садам и рассадникам.

## Описание
Размах крыльев 10-12 мм. Передние крылья темно-буро-серого цвета с изломанными поперечными коричневатыми линиями и коричневой полоской по наружному краю. Бахромка на внешнем крае крыльев с двумя небольшими вырезами. Задние крылья однотонные бурого цвета, немного темнее во внешней половине.

## Ареал
Обитает в Западной Европе, кроме севера Скандинавии, в Северной Африке, Малой Азии, Иране, Монголии, Японии (острова Хоккайдо, Хонсю). Также вид завезен в Северную Америку. На территории стран СНГ распространена в европейской части (за исключением севера), в Закавказье, на Урале, в южной и восточной Сибири, на юге Дальнего Востока до Курильских островов.

## Биология

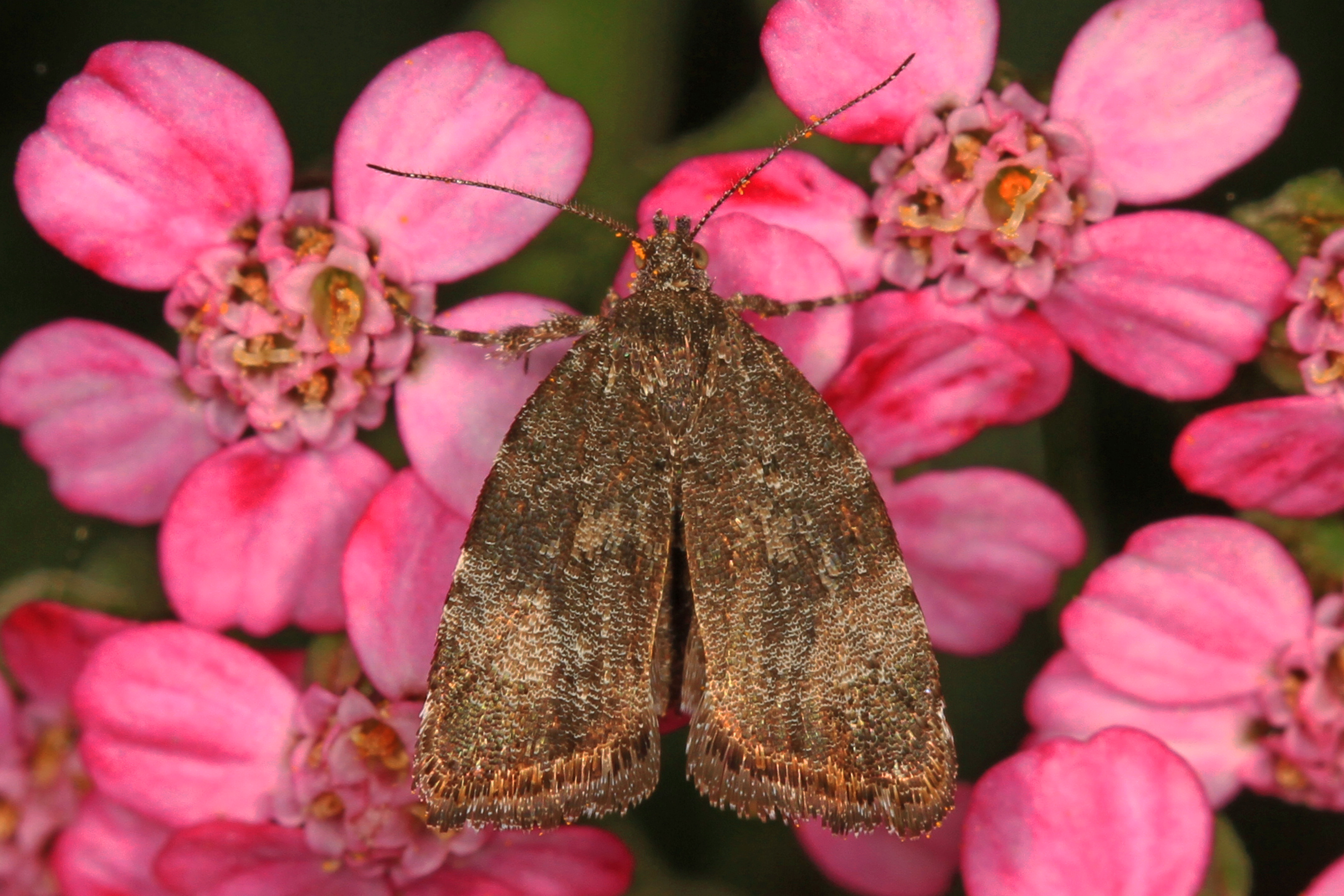

В Литве и на севере Украины развивается в 2 поколениях за год, в Молдавии и на юге Украины — в 3 поколения за год, в Грузии — в 4 поколениях. Весной бабочки перезимовавшего поколения летают на протяжении апреля-мая, активно питаясь на цветущей растительности. Отрождение гусениц происходит в середине или в конце мая — первой половине июня. Время лёта бабочек летнего поколения в Литве происходит с первой декады июля. Бабочки летних поколений активны после полудня и вплоть до захода солнца. Время лёта бабочек зимующей генерации начинается в конце августа — начале сентября и продолжается до середины октября.
Яйцо белое, округлое, очень мелкое. Гусеницы желтовато-зеленые с блестящими коричнево-бурыми точками, имеющими длинные щетинковидные волоски. Голова её светло-коричневая. Куколка коричнево-бурого цвета, находится в плотном многослойном белом коконе. Зимуют куколки и бабочки.
Яйца откладываются самками группами, обычно на нижнюю сторону листьев. Одна самка откладывает в среднем 52-94 яйца, максимально до 130 штук. Гусеницы первого возраста живут группами (до 5-6 особей) у основания центральной жилки под защитой шелковинной сети, скелетируют лист. Достигнув второго возраста гусеницы живут поодиночке и переселяются на верхнюю сторону листьев, опять защищая себя шелковинной сетью. В последующих возрастах они переходят с листа на лист, подгибая его края и стягивая их шелковиной. В результате образуются полости, внутри которых гусеницы питаются паренхимой, оставляя только жилки и нижнюю кожицу. Развитие гусеницы продолжается в зависимости от температурных условий 17-30 дней. Окукливаются в плотных беловатых коконах.

## Хозяйственное значение
Вредитель листьев в садах семечковых розоцветных, особенно яблони и груши, от Литвы, Молдавии и Украины до Прибайкалья, а также в Закавказье. Гусеницы также могут повреждать рябину, боярышник, терн, изредка также встречаются на березах.
Поврежденные листья деформируются, а позже усыхают, желтеют и в конце-концов опадают. Максимальная степень повреждения отмечена на тонкокожих сортах с высоким содержанием сахара в плодах, минимальная — на кислых сортах. При массовом повреждении листьев урожай яблок снижается в 3-4 раза.
Меры борьбы. междурядная обработка почвы в садах осенью для уничтожения куколок, прореживание крон деревьев, применение микробиологических препаратов, обработки инсектицидами плодовых деревьев при обнаружении на листьях гусениц каждого поколения.